# Сыч, Александр Иванович
Александр Иванович Сыч (род. 25 января 1954 Черновцы) — украинский и историк, доктор исторических наук (1994), профессор (2000). Специалист по истории Канады.Член Российской ассоциации изучения Канады. Отличник высшей школы СССР.

## Биография
Родился 25 января 1954 года в Черновцах. Окончил исторический факультет Черновицкого ордена Трудового Красного Знамени государственного университета в 1977 году, получив диплом с отличием (специальность – история). Присвоена квалификация – историк, преподаватель истории и обществоведения. Награждался ЦК ВЛКСМ и ГО ССО СССР значками «За отличное обучение» в 1973 – 1976 гг. Окончил факультет общественных профессий (отделение лекторов-международников) и двухлетние курсы английского языка при ЧГУ.
После окончания университета работал на историческом факультете в должностях лаборанта и старшего лаборанта, в октябре 1979 г. избран по конкурсу на должность преподавателя кафедры истории нового и новейшего времени, с ноября 1986 г. работал в должности доцента, в июле 1995 г. переведен на должность профессора той же кафедры. Ученое звание доцента получил в 1988 г., ученое звание профессора – в октябре 2000 г.
В 1984 г. защитил кандидатскую диссертацию на тему: Славянская эмиграция Австро-Венгрии в заселении и освоении Канадского Запада (конец XIX - начало XX вв.)
В 1984 – 1995 гг. – внештатный референт Института научной информации по общественным наукам АН СССР (потом – ИНИОН Российской АН). С 1998 г. – ассоциированный член Российской ассоциации изучения Канады (РАВК).
В 1994 г. защитил докторскую диссертацию на тему: Иммиграция и её место в социально-экономическом развитии Канады 1900 - 1939 гг.
Постоянный член Специализированного ученого совета Д 76.051.03 по защите докторских и кандидатских диссертаций по истории при Черновицком университете с 1995 г.
В 2001 возглавил кафедру новой и новейшей истории Черновецкого университета.

## Работы
- Любовь моя - революция... : документально-художественная повесть о французском революционере Сен-Жюсте. Черновцы : Наши книги, 2009. - 436
- Борьба национальных меньшинств в Канаде за свои права : научно-аналитический обзор / Ю. И. Макар, А. И. Сыч ; Академия наук СССР, Институт научной информации по общественным наукам. - Москва : ИНИОН АН СССР, 1985. - 67 с.
- История западного общества в межвоенный период (1919-1939 гг.) Черновцы : Наши книги, 2008. – 320

## Награды
- Знак «За отличные успехи в области высшего образования СССР»